# Покровське (Покровська сільська рада)
Покро́вське (рос. Покровское) — присілок у складі Грязовецького району Вологодської області, Росія. Входить до складу Юровського сільського поселення.

## Населення
Населення — 41 особа (2010; 46 у 2002).
Національний склад (станом на 2002 рік):
- росіяни — 98 %